# Todas as ruas do amor
Todas as ruas do amor (« Toutes les rues de l'amour », en français) est la chanson choisie au Portugal, au Festival RTP da Canção pour représenter le pays au Concours Eurovision de la chanson 2009.
La chanson est interprétée par le groupe Flor-de-Lis, et a été composée par Pedro Marques, Paulo Pereira, indiquant les influences de la musique populaire portugaise.